# Lobería (partido)
Lobería is een partido in de Argentijnse provincie Buenos Aires. Het bestuurlijke gebied telt 17.008 inwoners.

## Plaatsen in partido Lobería
- Arenas Verdes
- El Lenguaraz
- El Moro
- Las Nutrias
- Licenciado Matienzo
- Lobería
- Pieres
- San Manuel
- Tamangueyú